# مخطوطات غرب أفريقيا
مخطوطات غرب أفريقيا هي مخطوطات إسلامية وفيرة ومتنوعة من حيث المحتوى والشكل، مثل الكتب، الوثائق، والرسائل، وأكثرها كُتب بخطوط عربية، مع وجود لبعض المخطوطات بالخط العجمي، والخطوط الأفريقية المحلية. قد تكون هذه المخطوطات قد أُنتجت في وقت مبكر يعود إلى القرن العاشر الميلادي. قام علماء المسلمين من العرب والفرس مع غرب الأفريقيين، الذين كانوا ثنائيي أو متعددين اللغات، والذين شكلوا ما يُعرف بالطبقة المثقفة غرب الأفريقية التي شكلت كتابة التاريخ غرب الأفريقي، بتأليف غالبية المخطوطات غرب الأفريقية. تشمل بلدان غرب أفريقيا التي تحتوي على مخطوطات من فترات ما قبل الاستعمار، والاستعمار، وما بعد الاستعمار: توغو، سيراليون، السنغال، نيجيريا، النيجر، موريتانيا، مالي، غينيا، غانا، غامبيا، ساحل العاج، الكاميرون، بوركينا فاسو، بنين. تعد مخطوطات تمبكتو في تمبكتو، في دولة مالي، الأكثر شهرة في غرب أفريقيا، ويُقدّر عددها ما بين 101,820 مخطوطة و348,531 مخطوطة ، وهذا العدد هو ما نجى من هجوم إسلاميين متطرفين وحرقهم للمخطوطات بعد استيلائهم على المدينة عام 2013.
تحتوي مخطوطات غرب أفريقيا على مواضيع مثل الخيمياء والكيمياء، والحساب، والتنجيم والفلك، والتراجم والسير الذاتية، والسجلات التجارية والمناقشات، والسجلات التاريخية، والتجارة، والعملات، واللهجات، والدبلوماسية بين الحكام الأوروبيين والأفارقة المسلمين في فترة ما قبل الاستعمار، والأمراض والعلاج، والعرافة، والأخلاق والسلام، والمدائح، والأنساب، والجغرافيا، والتشريعات الحكومية والمعاهدات، والشفاء، والتاريخ، والتعاويذ، والعلوم الإسلامية، والقديسين، والطقوس، والفقه، والتعليمات المتعلقة بقواعد السلوك، واللغة والنحو العربي، والقانون، وقوائم الملوك والأئمة، والأدب، والمنطق، والطب، وعلم الأعداد، والمراسلات الرسمية، والصيدلة، والفلسفة، والشعر، والاقتصاد السياسي، والسياسة، والرسائل الخاصة، والنثر، والعبودية، وتجارة العبيد، والحرية، وعلم الاجتماع، والخطابات، والموارد الطلسمية، واللاهوت، والدلائل الطبية العلاجية، وعلم التقاويم. وجود المخطوطات في غرب أفريقيا ينفي المفاهيم العنصرية الغربية السائدة التي كانت تشير إلى أن أفريقيا قارة منطقة فرعية لا تحتوي على أدب وأنها كانت مقتصرة على الطقوس والسرد الشفوي فقط. كما أن المخطوطات لها الإمكانية على جعل العالم يعيد النظر في تاريخ منطقة الساحل الأفريقي الغربي وتاريخ غرب أفريقيا بشكل عام

، فضلًا عن تسهيل المزيد من عملية إنهاء الاستعمار من تاريخ أفريقيا. ومع ذلك، على الرغم من أن المخطوطات وفيرة وموضع تقدير في الأوساط الأكاديمية والإعلامية، وقد خضعت للعديد من المبادرات المؤسسية للحفاظ عليها وتحويلها إلى صيغة رقمية، فإن البحث الفيلولوجي حولها كان محدودًا، بسبب التضخم النظري الأكاديمي المشترك، والتقليل من قيمة النصوص الصارمة لصالح الشفهي والبصري، واللامبالاة المتزايد بالعجز عن اللغات الأجنبية، خاصة اللغات التاريخية، والانغماس السطحي في الحاضر بل والعداء للماضي، مما أدى إلى الإبقاء على نموذج الراوي الشفهي داخل الدراسات الأفريقية بدلًا من النظر للنصوص المخطوطة.

## البلدان
تشمل بلدان غرب أفريقيا التي تحتوي على مخطوطات من فترات ما قبل الاستعمار، والاستعمار، وما بعد الاستعمار: توغو، سيراليون، السنغال، نيجيريا، النيجر، موريتانيا، مالي، غينيا، غانا، غامبيا، ساحل العاج، الكاميرون، بوركينا فاسو، بنين. وهذا يجسد التأثير العربي والإسلامي على هذه المناطق.

### مالي
تعد مخطوطات تمبكتو في تمبكتو الأكثر شهرةً في غرب أفريقيا، ويُقدّر عددها ما بين 101,820 مخطوطة و348,531 مخطوطة.

## البعثات

### المؤلفون
قام العلماء المسلمون غرب الأفريقيون، الذين كانوا ثنائيي أو متعددين اللغات والذين شكلوا ما يُعرف بالطبقة المثقفة غرب الأفريقية التي ساهمت في تشكيل كتابة التاريخ غرب الأفريقي، بتأليف غالبية المخطوطات؛ وكانت معظم المخطوطات مكتوبة بخط عربي وخط عجمي. بعض العلماء والمؤلفين المسلمين غرب الأفريقيين هم: محمد بن مالك الأندلسي الجياني الدمشقي (ت. 1238)، أحمد بن محمد بن عيسى البرنسي الفاسي (ت. 1493)، عبد الرحمن بن أبو بكر السيوطي (ت. 1505)، علي بن القاسم التيجبي (ت. 1507)،  أحمد بن فرتو، محمد بن الصباغ (ق. 1640)، أبو عبد الله محمد بن مسانيه (1595–1667)، حسن بن مسعود اليوسي (ت. 1691)، محمد بن محمد الفولاني الكيشواني (1699–1741)، محمد اليدالي بن المختار بن محام سعيد الديماني (ت. 1751)، أحمد بن عبد العزيز الهلالي (ت. 1761)، مختار بن بونا الجكاني (ت. 1800)، سيدي المختار بن أبو بكر الكنتي (ت. 1811)، سيدي عبد الله بن الحاج إبراهيم العلاوي (ت. 1818)، سيدي محمد بن سيدي المختار (ت. 1825)، نوح بن الطاهر الفولاني (ت. 1860)، عثمان بن فوديو وابنته، نانا أسماء (1793–1864)، محمد بيلو، محمد بخاري بن عثمان بن فودي، عبد القادر بن المصطفى الطردي، محمد الأمين بن محمد الكانمي (1776–1837)، سيدي الكبير بن المختار بن الهيبة النتشائي (ت. 1868)، سيدي محمد بن سيدية الكبير (ت. 1869)، محمد فال بن متالي التندغي (ت. 1870)، محمد المامي بن البخاري البريكالي الشمشاوي (ت. 1875)، خالي مجاكاتي كالا (1835–1902)، محمد مولود بن أحمد فال الموسوي اليعقوبي (ت. 1905)، محمد فال بن محمد بن أحمد بن العقيل الديماني (ت. 1915/16)، عبد القادر بن عبد الله بن محمد بن محمد سالم المجلسي (ت. 1918/19)، بابا بن سيدي محمد بن سيدية (ت. 1924)، الشيخ أحمدو بامبا (1853–1927)، محمد أحمد بن محمود بن الرباني التندغي (ت. 1935)، الشيخ موسى كامارا (1864–1945)، مور كاير (1869–1951)، سامبا جارا مباي (1870–1917)، مباي جاكاتي (1875–1954)، موسى كا (1889–1963)، محمد الهاشمي بن أحمد بن سعيد/ألفا هاشم (ت. 1931–1932)، محمد محمود بن عبد الفتاح الأبييري (ت. حوالي 1970)، محمد بن أبو مدين الديماني (ت. 1976)، هارون بن بابا بن سيدي محمد (ت. 1978)، إسماعيل بن بابا بن سيدي محمد (ت. 1988)، ومامادو سي (1897–1993). ومن المؤلفين الآخرين: محمد بن يوسف الحساني السنوسي، محمد بن سليمان بن أبي بكر الجزيلي التاغتيني السملالي، محمد عبد الودود بن هميه الأبييري، محمد بن عبد السلام البناني، المصطفى سوارى بن يريماخان سوارى، والحاج درامي.
تم الرجوع إلى أعمال محمد بن يوسف الحساني السنوسي 513 مرة في مخطوطات غرب الأفريقية الأخرى، كما تم الرجوع إلى أعمال محمد بن سليمان بن أبي بكر الجزيلي التاغتيني السملالي 521 مرة. بعض العلماء المسلمين غرب الأفريقيين كانوا أعضاء في المريدية، التيجانية، اللايينية.

### الخطوط
تكتب المخطوطات غرب الأفريقية بخطوط عربية، وخط عجمي، وخطوط أفريقية محلية. سبق تدوين الخط العربي باستخدام أسلوب العجمي للخط الآرامي، الذي أدى إلى إنتاج الخط العربي، قبل أن يتم تدوين الخطوط الأفريقية المحلية باستخدام الأسلوب ذاته. تم تطوير أساليب التكوين العربي للمخطوطات غرب الأفريقية أساسًا كأنماط تكوين متميزة في منطقة حزام الساحل والصحراء في مالي وموريتانيا، وفي برنو، نيجيريا، التي تطورت لاحقًا كصورة مدمجة من هذه الأنماط المتميزة في ماسينا، مالي. من بين المخطوطات غرب الأفريقية المكتوبة بخط أجايمي، تشمل اللغات التالية: الدغبانية، الفولانية، الهوسية، الكانورية، الماندية (مثل: بمبارية، الديولية، الجخنكية، المانينكية، المندنكية، السوننكية، السوسية)، البولارية، الصنغية، التماشقية، الولفية، اليوربية، الزرمية، الأزنكية. تحتوي المخطوطات أيضًا على خطوط مثل: فاي سلابري، كارائية، نكوية.

### الترجمة والتفسير
تعد اللغات البوزوية، الهوسية، السوننكية، اللغة الترجمانية بعضًا من لغات غرب أفريقيا المستخدمة في التفسير الشفوي الحديث للقرآن وترجمته من العربية إلى هذه اللغات غرب الأفريقية.

## المخطوطات

### الكمية
في التسعينات من القرن العشرين، وباستثناء تلك الموجودة في أوروبا، أمريكا الشمالية، وشمال إفريقيا، كانت المخطوطات الغربية الإفريقية الموجودة في دول غرب إفريقيا تُقدّر بما يلي: 27,000 مخطوطة في موريتانيا، 24,000 مخطوطة في نيجيريا، 5,500 مخطوطة في مالي، 5,171 مخطوطة في ساحل العاج، 3,537 مخطوطة في النيجر، 2,797 مخطوطة في غينيا، 2,342 مخطوطة في بوركينا فاسو، 1,494 مخطوطة في غامبيا، 1,333 مخطوطة في السنغال، 1,114 مخطوطة في توغو، 754 مخطوطة في سيراليون، 703 مخطوطة في غينيا بيساو، 375 مخطوطة في غانا، 104 مخطوطة في الكاميرون، 30 مخطوطة في بنين، ولا توجد مخطوطات في ليبيريا.
حتى عام 2008، كانت المخطوطات في تمبكتو تُقدّر بحوالي 101,820 مخطوطة، مما يُظهر الحاجة إلى مراجعة العدد الإجمالي للمخطوطات الغربية الإفريقية. وحتى عام 2021، كانت المخطوطات في تمبكتو تُقدّر بحوالي 348,531 مخطوطة.

### الترتيب
يتم عادة وضع عنوان المخطوطات الغربية الإفريقية، بالإضافة إلى اسم مالكيها، داخل إطار زخرفي على حواف المخطوطات. بعض من أقدم المخطوطات الغربية الإفريقية في موريتانيا كانت مكتوبة على جلود الغزلان وقد تم تأريخها إلى القرن العاشر الميلادي. كانت المصاحف تحمل تصاميم مزخرفة بـ "إضاءات ملونة، وأشكال هندسية زخرفية، وكتابات خطية" وكانت المخطوطات محفوظة في خزائن كتب مصممة بشكل ملون مصنوعة من الجلد.
تحتوي المخطوطات الغربية الإفريقية على مواضيع مثل الخيمياء، والحساب، والفلك، وعلم الفلك، والسير الذاتية، وسجلات الأعمال والمناقشات (مثل العمل والزراعة)، والكيمياء، والكرونولوجيا، والتجارة، والعملات (مثل الذهب)، وعلم اللهجات، والدبلوماسية بين الحكام الأوروبيين والأفارقة في العصور ما قبل الاستعمار، والأمراض والعلاج، والتنجيم والفأل، والأخلاق والسلام، والمدائح، والأنساب، والجغرافيا، والتشريعات الحكومية والمعاهدات، والعلاج، والتاريخ (مثل التواريخ المحلية)، والتعاويذ، والعلوم الإسلامية، والأولياء، والطقوس (مثل أركان الإيمان الإسلامي، الترجمات والشروح للقرآن بخطوط مختلفة بما في ذلك خط الولوف العجمي، التصوف)، والفقه، والتعليمات حول مدونات السلوك، واللغة والنحو (مثل اللغة العربية والنحو، واللغات الأفريقية)، والقانون (مثل قوانين الميراث)، وقوائم الملوك والأئمة، والأدب، والمنطق، والطب، وعلم الأرقام، والمراسلات الرسمية، وعلم الأدوية، والفلسفة، والشعر (مثل الشعر الساخر، والجدلي، والشعر الاحتجاجي)، والاقتصاد السياسي، والسياسة (مثل السياسة في إمبراطورية السونغاي)، والرسائل الخاصة (مثل الرسائل التي تقدم رؤى حول تاريخ شمال غانا)، والنثر، والعبودية، وتجارة العبيد، والحرية، وعلم الاجتماع، والخطب، والموارد الطلسمية، واللاهوت، والدلائل الطبية العلاجية، وعلم التقاويم.
تحتوي المخطوطات الغربية الإفريقية، التي يعود تاريخ بعضها إلى الفترة بين القرن الـ16 والـ18 الميلادي، على واحدة من أقدم النسخ من "تاريخ السودان"، التي تم تأليفها في الأصل في القرن الـ17 الميلادي. تحتوي المخطوطات الغربية الإفريقية من بوتيليمِت، موريتانيا، على "النسخة الوحيدة المعروفة في العالم من عمل على النحو"، التي ألفها ابن رشد. تحتوي المخطوطات الغربية الإفريقية من سِغو، مالي، على مخطوطات تتناول جهادًا في غرب إفريقيا قاده الحاج عمر تال، الذي عاش بين عامي 1797 و1864 وكان قائدًا لفوتا طورو التيجانية. تحتوي المخطوطات الغربية الإفريقية من أواخر القرن الـ19 وأوائل القرن الـ20 في شمال غانا ومالي ونيجيريا والسنغال على النحو العربي والفلك والتاريخ والقانون والطب والعلاج وعلم الأرقام والشعر والتصوف واللاهوت، بما في ذلك الكرونولوجيا، والرسائل، والقوائم (مثل قوائم الملوك، قوائم الأئمة). بالإضافة إلى ذلك، تحتوي المخطوطات الغربية الإفريقية من شمال غانا ومالي ونيجيريا والسنغال على إصدارات أسواق فولفولدي، هاوسا، وولوف العجمية ونسخة من سفر التكوين مكتوبة بالفولفولدي العجمي. علاوة على ذلك، تحتوي المخطوطات الغربية الإفريقية من نيجيريا على مخطوطات للقرآن، تسعة منها تم تأريخها إلى عام 1669 ميلادي وأخرى تم تأريخها إلى أوائل القرن الـ19 ميلادي. تحتوي المخطوطات الغربية الإفريقية من تمبكتو، مالي، التي تعود إلى الفترة بين عامي 1600 و1960 ميلادي، أيضًا على أفكار ومناقشات محلية حول العرق في غرب إفريقيا الصحراوية والساحلية.
فيما يتعلق بالخطاب القانوني حول استعباد المسلمين في غرب إفريقيا بشكل غير شرعي، يقول هال (2018):

### المحتوى
تحتوي المخطوطات الغربية الإفريقية على نسخ من الوصايا العشر والعهد الجديد، التي تم تأليفها بعد عام 1727 ميلادي. كما تحتوي المخطوطات الغربية الإفريقية على نسخة من "رسالة القيروانية" التي كُتبت للحاكم السونغاي، محمد باني بن أسكيا داوود، في 19 يوليو 1587 ميلادي، ونسخة من "مختصر الخليل"، التي ربما تم تأليفها في كانو، نيجيريا، في القرن الـ16 ميلادي.
تحتوي المخطوطات الغربية الإفريقية من شمال نيجيريا، التي تمتد على 500 عام، على سبعة نصوص ثنائية اللغة مكتوبة بالعربية والكانيمبو القديمة، ونسخ عديدة من القرآن، وأكثر من ثلاثة آلاف ورقة. تحتوي المخطوطات الغربية الإفريقية من شمال نيجيريا على صيغ محلية للبطولة، والتشخيص والعلاج الطبي للأمراض المختلفة، والتنجيم والفأل، وتعزيز الأداء الجنسي للرجال والنساء، والصحة الجيدة، والشعبية، والحماية من الأرواح الشريرة، وحل النزاعات بين الأزواج، والثراء، وكسب القضايا في المحاكم، بالإضافة إلى نسخة من الكتاب الأخضر لمعمر القذافي الذي كُتب بالعجمي، ونسخة من كتاب سفر التكوين للقس دانتين جاربَا مالومفاشي، الذي كُتب بلغة الهوسا العجمية وكان يُستخدم في كنيسته منذ عام 2006.
تحتوي المخطوطات الغربية الإفريقية من نيجيريا، التي تعود إلى القرن الـ18 الميلادي والـ20 الميلادي، على مؤلفات حول التاريخ الاقتصادي والسياسي للخلافة السوكوطو، والمؤلفات حول التاريخ الاستعماري لشمال نيجيريا، والكرونولوجيا المحلية، والوثائق القانونية، والأدب الديني، ورسائل من قادة كاتسينا وكانو، وأشعار الشيخ عثمان بن فوديو وابنته، نانا أسماء (1793–1864) بالإضافة إلى مؤلفات من رفقائه.
تحتوي المخطوطات الغربية الإفريقية من سنغغامبيا على معاهدة علمانية ثنائية اللغة، بالولوفية والفرنسية، تم التفاوض عليها بين ملك سنغغامبيا بار والملك الفرنسي لويس الثامن عشر، في عام 1817 ميلادي، تبدأ بدعاء مسلم مشترك باللغة العربية وتستمر بالولوفال، موضحة المدفوعات المناسبة لإنشاء مركز تجاري في المنطقة الشمالية من نهر غامبيا؛ المعاهدة هي "أقدم وثيقة ولوفية عجمي تم اكتشافها في سنغغامبيا حتى الآن" وتظهر أن "الولوفية العجمية كانت تُستخدم يومًا كلغة دبلوماسية صالحة في سنغغامبيا ما قبل الاستعمار، رغم أن ممارسيها يتم اعتبارهم الآن أميين في الإحصائيات الرسمية للقدرة على القراءة والكتابة بعد التجربة الاستعمارية". تحتوي المخطوطات الغربية الإفريقية من شمال السنغال على مقتطف من قصيدة مشهورة باللغة الفولانية العجمية تتألف من 1200 بيت، كُتبت بواسطة محمد عليو تيام بين عامي 1890 و1899 ميلادي في فوتا طورو، سنغال.
تحتوي المخطوطات الغربية الإفريقية من غامبيا على سجلات محاكم إسلامية، كُتبت بالعربية بين عامي 1927 ميلادي و1954 ميلادي، والتي توفر تفاصيل حول الصراعات بين النخب والعامة، والرجال والنساء، وكبار السن والشباب، بالإضافة إلى سجلات الشرطة التي كُتبت بالإنجليزية.
تحتوي المخطوطات الغربية الإفريقية من داكار، سنغال، على صيغة محددة للنجاح في الصيد، ومؤلف عن علم اللهجات الفولانية، ودفتر صاحب محل يدرج ديون زبائنه، واستخلاصات من دفاتر المهاجرين الفوتا جالون المقيمين في داكار الذين أرسلوا حوالات مالية وشحنات إلى أقاربهم المقيمين في مواقع مختلفة من غينيا. تحتوي المخطوطات الغربية الإفريقية، التي تضم قصيدة من عام 1942 ميلادي كتبها مامادو سيسي نتيجة للتأثيرات السلبية للحرب العالمية الثانية على سيديو، على تعويذات تهدف إلى إحداث وفاة إيكيلير (أدولف هتلر) والقضاء على جيوشه.
تتضمن المخطوطات الغربية الإفريقية أيضًا دليلًا طبيًا، ونصًا تمهيديًا في النحو العربي لمستخدمي العجمي، وتكريمًا لوالدة سِريْن مصطفى سي، الذي كان شخصية هامة في التيجانية في السنغال. بالإضافة إلى ذلك، تحتوي المخطوطات الغربية الإفريقية على رسالة من رجل من فوتا جالون تقدم تحديثات حول حياته في زيغوينشور، سنغال، وحول زفاف شقيقته، التي أُرسلت إلى أقاربه في ساحل العاج. علاوة على ذلك، تحتوي المخطوطات الغربية الإفريقية على قصيدة تذكر سنوات الدراسة في المدارس القرآنية ومديح لزملاء الدراسة السابقين لمعلم قرآني مقيم في سانت لويس وسجلات بائع كتب من فوتا طورو كُتبت بالفولانية العجمية، توفر تفاصيل متنوعة تتعلق بمحله (مثل جرد الكتب، الأسعار، والمعاملات المالية الأخرى).
علاوة على ذلك، تحتوي المخطوطات الغربية الإفريقية على قائمة من الإمام نمبالي تيام من كازامانس، السنغال، الذي توفي في تدافع منى في السعودية عام 2015، حول العملاء الذين طلبوا الاستخارة، وهي خدمات التنجيم الإسلامية. تحتوي المخطوطات الغربية الإفريقية أيضًا على مؤلفات عجمي مترجمة إلى اللاتينية، مؤلفات عربية لزعماء دينيين مترجمة إلى الفرنسية، وإصدارات سوقية من العجمي والعربية للمواد التعبدية. تحتوي المخطوطات الغربية الإفريقية التي كتبها سيرِّ عبّاس سوه، كما تواصلها يورو ديّاو، على ست هجرات من مصر إلى سنغغامبيا.
تحتوي المخطوطات الغربية الإفريقية على سجل "تتويج أسكيا داوود (توفي 1583) في 958/1551–1552. تسجل نصوص "كاهييه" رقم 2 و5 نفس الأحداث، وغالبًا ما تُوصف بشكل حرفي، للفترة السابقة. ولكن في الفترات الحديثة، تختلف النصوص بشكل كبير. سجل "كاهييه" رقم 2 الأحداث حتى 1328/1910 مع وفاة عبد القادر الجنيّني بن سيد عبد المختار (ص. 18ب). أما "كاهييه" رقم 5 فيتوقف في وقت مبكر، في ذو الحجة 1321/1903–1904 مع تسجيل وفاة أحمد بن محمد عبد الله بن أحمد بن إبراهيم (ص. 21ب). وفقًا للمذيل، تم إنجاز "كاهييه" رقم 2 في 1329/1910 بواسطة سيد محمد بن علي دحّان (ص. 18ب). أما "كاهييه" رقم 5، فسجل المذيل أن النص تم نسخه بواسطة سيد أحمد بن محمد بن الس.ن. نيابة عن الشيخ عبد الله بن الإمام دون ذكر التاريخ (ص. 20ب)." تحتوي المخطوطات الغربية الإفريقية أيضًا على "ذكر بلاد مالي"، وهو "النص الرئيسي هو كرونولوجيا للمنطقة التي، بعد التحليل الأولي، يبدو أنها مستخلصة تمامًا من تاريخ السودان. يتضمن الأقسام التالية: ذكر مالي (ص. 1أ–ب)، عن دولة مالي من تاريخ السودان، الفصل 4؛ ذكر جانا (ص. 1ب–2أ)، عن مدينة جيني، من تاريخ السودان، الفصل 5؛ ذكر تمبكتو (ص. 2أ–ب)، عن تمبكتو، من تاريخ السودان، الفصل 7؛ ذكر تعريف الطوارق وذكر خروجهم من اليمن (ص. 2ب)، عن الطوارق، من تاريخ السودان، الفصل 8؛ ذكر طويل عن الملوك السونغاي (ص. 3أ–8أ) بما في ذلك تاريخ الزا، السوني، وآسكيا حتى الفتح المغربي، من تاريخ السودان، الفصول 2–3 و13–24؛ أصل سلاطين ماسينا (ص. 8أ–ب)، عن ملوك ماسينا، من تاريخ السودان، الفصل 26؛ وأخيرًا، قسم سيدي يحيى بن عبد الرحيم بن عبد الحميد التادلسي (ص. 8ب–9أ)، من تاريخ السودان، الفصل 10."
علاوة على ذلك، تحتوي المخطوطات الغربية الإفريقية على تاريخ سكان منطقة تمبكتو، تاريخ إيويلميدان، و"رسالة في ظهور الخليفة الثاني عشر"، التي كتبها نوح بن الطاهر الفولاني (توفي 1860) كـ "منشور دعاية" نيابة عن قائد إمبراطورية الفولاني في ماسينا، أحمد بن محمد بوبو الفولاني/أحمد لوبي (توفي 1845)، نسخة للناس في الصحراء ونسخة أخرى للسلاطين في أنحاء العالم الإسلامي. أيضًا، تحتوي المخطوطات الغربية الإفريقية على نسختين من قصيدة فولانية مجهولة تتألف من تسع وتسعين بيتًا، "ما شجرة بين الشيخ الحاج عمر الفوتي وأمير ماسينا الشيخ أحمد بن أحمد عند الحمدالله". علاوة على ذلك، تحتوي المخطوطات الغربية الإفريقية على مؤلف فولاني مشهور، "تعريف العشائر والخِلَان بشعوب وقبائل الفولان"، الذي ألفه ألفا هاشم (توفي 1931–1932).

#### الهوامش
كانت الهامشيات في المخطوطات الأفريقية الغربية نادرًا ما توجد في المخطوطات النيجيرية، مثل تلك الموجودة في سوكوتو، نيجيريا. من بين 100 مخطوط مأخوذ من تمبكتو، مالي، وُجد أن 39 مخطوطاً منها تحتوي على هامشيات. كانت الهامشيات في تمبكتو تتألف من إضافات وتصحيحات وتوضيحات وتعليقات، بالإضافة إلى تسليط الضوء على أجزاء معينة من النصوص في المخطوطات. علاوة على ذلك، كان هناك بعض الهامشيات التي لم تكن ذات صلة مباشرة بالأجزاء التي وُجدت فيها، وبالتالي كانت شظايا مستقلة؛ على سبيل المثال، "النص الرئيسي هو قصة يوسف، والهامشيات، التي كتبت في الهامش الأيمن عمودياً على النص الرئيسي، تعلق على طائر الفردوس" و"ملاحظة تقع أفقيًا في الهامش العلوي تحتوي على دعاء لحماية المخطوط." ومع ذلك، كانت معظم هذه الشظايا المستقلة توجد غالباً في بداية ونهاية المخطوطات الأفريقية الغربية؛ على سبيل المثال، كانت هناك توضيحات لنظام الأبجدية الإسلامية في الغرب، الذي هو "نظام عددي يُخصص فيه للحروف الثمانية والعشرين من الأبجدية العربية قيم عددية. يختلف هذا النظام، الذي يتكون من ثمانية مصطلحات Mnemonical، بشكل كبير بين الشرق والغرب الإسلامي." تشمل أمثلة أخرى "ملاحظة في ظهر آخر ورقة بجانب الكولوفون، تتعلق بالطريقة المناسبة لتصرف الرجل مع زوجته لكي لا يصبح عاجزاً" وهامشيات "في الزاوية العليا اليمنى مكتوبة أفقيًا دعاء يجب قراءته قبل قراءة المخطوط؛ النصف العلوي من الصفحة يحتوي على قصيدة مشروحة – هامشية داخل هامشية، كما يقال – لأحمد بابا مع شرح لأشهر الشهور وحساباتها؛ و"قصيدة النملة"، التي لا تزال تقرأ في تمبكتو اليوم لطلب المطر، تقع في الزاوية السفلى اليمنى من الصفحة مكتوبة عمودياً؛ وأخيرًا، في الزاوية السفلى اليسرى من الصفحة، وهي مكتوبة أيضاً عمودياً، تعليق على الآباء والأبناء." كما كانت هناك هامشيات تتعلق ببيانات الملكية وقراءة النصوص، مثل: "قرأت هذه القصيدة من معلمي الذي سمعها من أحمد بابا [توفي 1627]."
فيما يتعلق بالمخطوطات الأفريقية الغربية ومخطوطات القرن التاسع عشر من البرازيل، فإن "المخطوطات السابقة غالبًا ما تحتوي على أسماء الأب والأم للناسخ ("ابن X وY") أو حتى اسم والدته فقط"، بينما "المخطوطات الأحدث، خاصة تلك التي كتبت في غرب إفريقيا الاستعمارية وما بعد الاستعمارية، تميل إلى التركيز على الأب فقط"، وبالتالي تحتوي فقط على اسم والد الناسخ. تحتوي المخطوطات الأفريقية الغربية على نسخة من "الرسالة" لابن أبي زيد القيرواني (توفي 996). وهي رسالة في فقه المالكي، "التي تم استخدامها ككتاب دراسي للتعليم الديني في جميع أنحاء الصحراء والسودان الغربي حتى اليوم". تمت إضافة بعض التعليقات والحواشي على النص الرئيسي، لكن أبرز عنصر في النص هو الكولوفون الموجود في نهاية المخطوط، والذي يتكون من ثلاث أعمدة؛ يتألف النص في العمود الأول من عدة صيغ تطلب من الله المغفرة للناسخ وعائلته وجميع المسلمين. كما يذكر أن الكتابة قد انتهت يوم الجمعة. يتضمن العمود الثاني اسم الناسخ ومكان إقامته، ويقرأ: "اسم الناسخ هو عبد الله بن شيخ مالك من مكان فاجومبا سيريانكي." يشير اسم المكان المذكور في الكولوفون على ما يبدو إلى فاجومبا، إحدى المقاطعات التسع في فوتا جالون في غينيا التي كان يحكمها سيريانكي، وهو سلالة أرستقراطية أو سلالة دينية إسلامية تنحدر من فودي سيري.
تحتوي المخطوطات الأفريقية الغربية أيضًا على "ورقة إضافية، وُجدت داخل المخطوط، تحمل ملاحظة كتبها أوكتافه بوداس وتقرأ: "كتابات القرن الثامن عشر وبداية القرن التاسع عشر (من أصل سوداني)." يحتوي المخطوط على قصيدة دينية عن التوحيد بعنوان "جواهر من الكلام" لابن سليمة الأوجيلي (توفي 1801/2). يتم ترتيب النص الرئيسي مع مساحات واسعة بين الأسطر والهامش، ويغنيها الحواشي باللغة العربية والسونينكي، بعضها مكتوب بالحبر الأسود وبعضها بالحبر البني. يختتم النص بكولوفونين قصيرين. من المثير للاهتمام أن هذين الكولوفونين يبدو أنهما مكتوبان بلغة محلية تختلف عن تلك المستخدمة في الحواشي. وفقًا لخصائصها اللغوية، أعتقد أن هذه الكولوفونات كتبت بلغة قريبة من المندينكا (وتحتوي الكولوفونتان أيضًا على عدة كلمات عربية)"; أحد الكولوفونات يقول: "تم إتمام الكتاب الصغير من قبل (ابن) سليمة. ملكية محمد باجاكا، مدينة فنديفيتو. الحمد لله" والكولوفون الآخر يقول: "يخص ماجينكا سامورا. أرفان بورهيمه جوارة قام بتحضيره. أكمله يوم الخميس." ؛ علاوة على ذلك، من "هذين الكولوفونين نعلم أن نسخ هذا المخطوط انتهى يوم الخميس ومكان إنتاجه كان على الأرجح مدينة فنديفيتو. تشير خصائص اللغة في الكولوفون إلى أن المخطوط ربما نشأ من مكان ما في جنوب السنغال أو غامبيا أو غينيا بيساو. في الواقع، قد يتوافق اسم المكان من الكولوفون الأول مع موقعين محتملين في المنطقة المحددة. توجد منطقة تسمى فنديفيتو ضمن الحدود الحديثة للغامبيا (كانتورا، منطقة النهر العلوي). ومع ذلك، هناك مكان آخر يُسمى مدينة فنديفيتو في جنوب السنغال، كما هو مذكور في الجزء الثالث من كتاب باكاو وبعض التقاليد الشفوية."
تحتوي المخطوطات الأفريقية الغربية على "قصيدة مجهولة في الخلق مكتوبة على ست ورقات وتحتوي على كولوفون يقول: "تم الانتهاء هنا يوم الأحد بيد ناسخه، الذي هو مصطفى سواري ابن يريمغان سواري، في مكان سواريكوندا"؛ فيما يتعلق بالموقع، هناك "عدة إشارات إلى سواريكوندا (أو سواري كوندا) وأحدها ذُكر في الدراسات التي كتبها لامين سانه وتاسليماكا سيلا على التوالي. يشير كلا المؤلفين إلى سواريكوندا باعتبارها اسمًا لأحد الأحياء الدينية التي تشكل مستوطنة جاكها الواقعة في منطقة بامبوخو في شرق السنغال"؛ مكان آخر محتمل هو "مركز علمي مهم في باديبو (تُكتب أيضًا باديبو أو باديببو)، غامبيا"، التي كانت "تسكنها في السابق قبيلة المندينكا، وهم المستوطنون الأصليون، كما يتضح من اسم المدينة، كانوا من جاخانكي."

### الشتات الأفريقي
المخطوطات الأفريقية الغربية بين الشتات الأفريقي كانت أدبًا طوره الأفارقة الغربيون المستعبدون، الذين كانوا، قبل استعبادهم، متعلمين بالفعل.

### الأهمية
المصادر المكتوبة للمخطوطات الأفريقية الغربية والمصادر الشفوية لثقافة الإسلام في غرب أفريقيا تفاعلت تاريخيًّا، وتلاقت، وتباعدت في الخطاب منذ الفترة ما بعد الكلاسيكية للسودان الغربي، وبالتالي لم تكن معزولة تاريخيًّا عن بعضها البعض. وجود المخطوطات الأفريقية الغربية ينقض المفاهيم العنصرية السائدة في الماضي التي كانت ترى أن أفريقيا كقارة ومنطقة أفريقيا جنوب الصحراء كمنطقة فرعية لها، هما منطقتان في العالم خاليتان من الأدب ومقتصران على الطقوس والأدب الشفوي فقط. تمتلك المخطوطات الأفريقية الغربية القدرة على تعديل تاريخ منطقة الساحل الأفريقي الغربي وتاريخ غرب أفريقيا بشكل عام، وكذلك تسهيل المزيد من فك الاستعمار من تاريخ أفريقيا. ومع ذلك، على الرغم من أن المخطوطات الأفريقية الغربية كثيرة، ومبجلة في الأوساط الأكاديمية ووسائل الإعلام، وقد خضعت للعديد من المبادرات المؤسسية للحفاظ عليها ورقمنتها، إلا أنه تم إجراء قدر محدود من البحث الفيلولوجي على المخطوطات الأفريقية الغربية، بسبب "فرط النظرية" الأكاديمية الجماعية، و"خفض قيمة النصوص النصية الصارمة لصالح الشفوي والمرئي"، و"اللامبالاة المتزايدة والعجز في اللغات الأجنبية، خاصة اللغات التاريخية"، و"التوجه السطحي نحو الحاضر وحتى النفور من الماضي"، مما أدى إلى استمرار "نموذج الجريوت" في الدراسات الأفريقية.